# Kuba Mikurda
Jakub Stefan Mikurda (ur. 8 czerwca 1981) – polski reżyser, badacz filmu, psycholog, filozof.
Studiował na Uniwersytecie Jagiellońskim, w Szkole Nauk Społecznych przy Instytucie Filozofii i Socjologii PAN (obronił doktorat z filozofii pt. Powrót do Lacana w pracach „słoweńskiej szkoły psychoanalizy” (Mladen Dolar, Alenka Zupančič, Slavoj Žižek) napisany pod kierunkiem Agaty Bielik-Robson w 2011) oraz Szkole Wajdy.  
W latach 2009–2013 współredaktor i jeden z prowadzących „Aktualności Filmowych” Canal+. Redagował „Linię Filmową” w Wydawnictwie Korporacja Ha!art. Współzałożyciel think-tanku „Restart”. Współpracował m.in. z Katedrą Kultury Współczesnej (Instytut Kultury Uniwersytetu Jagiellońskiego), MFF Nowe Horyzonty, Krytyką Polityczną i Biurem Literackim.
Trzykrotnie nominowany do nagrody Polskiego Instytutu Sztuki Filmowej (w kategoriach „książka o filmie” i „audycja radiowa lub program telewizyjny”). W 2008 roku zwycięzca polskiej edycji konkursu International Young Screen Entrepreneur organizowanego przez British Council. Przełożył m.in. Realne spojrzenie. Teoria kina po Lacanie Todda McGowana i fragmenty Lacrimae rerum. Kieślowski, Hitchcock, Tarkowski, Lynch Slavoja Žižka. Zredagował książki poświęcone twórczości Terry'ego Gilliama, Braci Quay i Tsai Ming-lianga.

## Życie prywatne
Był partnerem kulturoznawczyni i znawczyni kina Azji Południowo-Wschodniej Jagody Murczyńskiej.

## Filmografia
- 2018: Love Express. Przypadek Waleriana Borowczyka (film dokumentalny; reżyseria, scenariusz)
- 2021: Ucieczka na Srebrny Glob (film dokumentalny; reżyseria, scenariusz, research)
- 2021: It's About Time! Reflections on Urgency, reż. Mieke Bal (producent kreatywny)[13]
- 2022: Sumy częściowe / Subtotals, reż. Mohammadreza Farzad (producent kreatywny)[14]
- 2023: Solaris Mon Amour

Źródło:.

## Nagrody
- Ucieczka na Srebrny Glob - Polska Nagroda Filmowa Orzeł, nominacja w kategorii najlepszy film dokumentalny
- Ucieczka na Srebrny Glob - nagroda Nos Chopina dla najlepszego filmu o sztuce i muzyce (Millennium Docs Against Gravity Film Festival)
- Ucieczka na Srebrny Glob - nagroda Stowarzyszenia Kin Studyjnych (Millennium Docs Against Gravity Film Festival)
- Ucieczka na Srebrny Glob - nagroda Stowarzyszenia Filmowców Polskich (Festiwal Mediów Człowiek w Zagrożeniu)
- Love Express. Przypadek Waleriana Borowczyka - nagroda Nos Chopina dla najlepszego filmu o sztuce i muzyce (Millennium Docs Against Gravity Film Festival)[16]